# توني سوبرانو
توني سوبرانو هي شخصية خيالية، بطل مخالف للعرف والشخصية الرئيسية في مسلسل آل سوبرانو. قام الممثل جيمس غاندولفيني بتأدية الشخصية في المسلسل. ويعتبر من أعظم الشخصيات الحربائية في عالم السينما